# Lámina epiescleral
La lámina epiescleral, también conocida como epiesclerótica, es la capa más externa de la esclerótica. Está formada por tejido laxo, fibroso y elástico, y se sujeta a la cápsula de Tenon. Existe un plexo vascular entre la conjuntiva y la esclerótica compuesto por dos capas de vasos, los vasos epiesclerales superficiales y los vasos epiesclerales profundos.

## Significancia clínica
En la epiescleritis, la epiesclerótica y la cápsula de Tenon aparecen infiltradas con células inflamatorias.